# Peter van Mensch
Peter van Mensch (* 7. června 1947 Gouda) je nizozemský muzeolog a profesor na amsterdamské Reinwardtské akademii.

## Život a kariéra
Titul MSc. získal v oboru zoologie a archeologie na univerzitě v Amsterdamu. Nejdříve se věnoval archeologii a pracoval v amsterdamské Státní agentuře pro obor archeologie. Poté se rozhodl profesní dráhu zasvětit muzeologii. Mezi lety 1967–1982 pracoval pro řadu muzeí zabývajících se historií, užitým uměním a přírodním dědictvím. Pracoval na pozicích pomocného kurátora, archiváře, pedagoga a koordinátora výstav. V letech 1977–1982 byl vedoucím vzdělávacích programů a výstav Národního muzea přírodní historie v Leidenu. Stal se docentem teoretické muzeologie a profesní etiky na Reinwardtské akademii. Při stejné instituci působil jako vedoucí mezinárodního magisterského studijního programu muzeologie. Roku 1992 získal PhD. titul na univerzitě v Záhřebu (Chorvatsko) na základě disertační práce o teoretické muzeologii (Towards a Metodology of Museology). Roku 2006 byl jmenován prvním profesorem kulturního dědictví při amsterdamské School of the Arts a je dále zodpovědný za výzkumný program této akademie. Je aktivní v ICOM (The International Council of Museum, Mezinárodní rada muzeí), v její Mezinárodní komisi pro vzdělání (ICTOP) a Mezinárodní komisi pro muzeologii (ICOFOM), kde zastával post prezidenta. Byl a je hostujícím přednášejícím mnoha mezinárodních muzeologických přednáškových cyklů. Přednášel např. na Museology Programme of University of Sao Paulo (Brazílie), Mezinárodní letní škole muzeologie v Brně (ISSOM, 1987, 1988, 1989, 1990, 1991, 1994, 1997, 1999) a na The Baltic Museology School v Litvě.

## Dílo
Stal se jednou z nejuznávanějších osobností na poli teoretické muzeologie.[zdroj⁠?!] Zkoumá nové trendy v muzeologii a zabývá se vývojem oboru muzeologie jako nedílné vědecké součásti přístupu ke kulturnímu dědictví. Ve své disertační práci Towards a Metodology of Museology shrnuje poznatky muzeologie druhé poloviny 20. století a formuluje zde její principy. V tomto ohledu zaznamenává velký ohlas činnost muzeologického oddělení Reinwardtské akademie v Amsterdamu. Díky činnosti Petera van Mensche se na rozdíl od podobných oddělení po celém světě již při vzniku roku 1976 hlásí svým názvem k muzeologickému předmětu vědeckého zájmu. Základem práce oddělení je muzeologický vědní obor v pojetí van Mensche, který ve svých pracích prokázal že muzeologie tvoří vědeckou bázi muzejní profese a prostřednictvím jejího osvojování je možné dosáhnout potřebné profesionalizace tohoto oboru.
Peter van Mensch: „A museum studies curriculum should combine the study of an academic specialty with the study of museology and museography acknowledge the diversity among museums and recognize uniformly high methodological and theoretical standards.“

## Vybrané publikace
- Towards a Methodology of Museology, The Reinwardt Academie Web site, 1992
- Nieuwe visies voor de 21ste eeuw, Museumvisie 24, 2000
- Symbolische ondoorzichtigheid. Het Jüdische Museum en het Felix Nussbaum-Haus van Daniel Libeskind, kM 2000
- Museology in Europe, International Graduate 1, 2000
- A new future for memory institutions, Reinwardt Academy Newsletter 2000
- Museology as a profession, ICOM Study Series 2000
- Roestplekken op het museum, Reinwardt Krant maart 2001
- Museology in Europe, Studying Abroad/Studying in Europe 6, 2001
- Tussen narratieve detaillering en authenticiteit. Dilemma’s van een contextgeörienteerde ethiek, Interieurs belicht. Jaarboek Rijksdienst voor de Monumentenzorg (Zwolle-Zeist 2001)
- Museum studies in the Netherlands, in: Matoula Scaltsa red., Museology towards the 21st century. Theory and practice. International Symposium Proceedings (Thessaloniki 2001)
- Het verdwenen museum, Museumvisie 26, 2002
- De stille macht. Kunstverzamelaars in Nederland, kM (Kunstenaarsmaterialen) 2002
- ''… a identitade de um museu nao é ser um parque temático […the identity of a museum : it is not to be a theme park], in: Anais Museu Histórico Nacional 34 (Rio de Janeiro 2002)
- The characteristics of exhibitions, Museum Aktuell (92), 2003
- Ars longa, vita brevis?, kM (Kunstenaarsmaterialen) 2003
- Convergence and divergence. Museums of science and technology in historical perspective, in: Cyril Simard red., Des métiers … de la tradition a la creation. Anthologie en faveur d'un patrimoine qui gagne sa vie (Sainte-Foy 2003)
- Eco's ideale museum: een nachtmerrie, Museumvisie 28, 2004
- Museology and management: enemies or friends? Current tendencies in theoretical museology and museum management in Europe, in: E. Mizushima (red.), Museum management in the 21st century (Museum Management Academy, Tokyo 2004)
- s Alex de Vries, Cultureel erfgoed is van iedereen en van niemand. Peter van Mensch in gesprek met Susan Legene, in: Cultureel Goed! Underground Theory 2 (ArtEZ, Arnhem 2004)
- De uitvinding van het verleden. Jonkheer Henri van Sypesteyn op zoek naar zijn stamslot, in: Rob van der Laarse & Yme Kuiper red., Beelden van de Buitenplaats. Elitevorming en notabelencultuur in Nederland in de negentiende eeuw. Adelsgeschiedenis 3 (Verloren, Hilversum 2005)
- Nieuwe museologie. Identiteit of erfgoed?, in: Rob van der Laarse red., Bezeten van vroeger. Erfgoed, identiteit en musealisering (Het Spinhuis, Amsterdam 2005)
- Museums and experience. Towards a new model of explanation, ABRA (Revista de la Facultad de Ciencias Sociales, Universidad Nacional, Heredia, Costa Rica) 33, 2004 (2006)
- Afstoten in perspectief: van instelling naar netwerk. Terugblik op twintig jaar selectie en afstoting, in: Petra Timmer & Arjen Kok red., Niets gaat verloren. Twintig jaar selectie en afstoting uit Nederlandse museale collecties (Boekmanstudies/Instituut Collectie Nederland, Amsterdam 2007)
- Een integraal perspectief op erfgoed, Oud Nieuws. Tijdschrift over Cultureel Erfgoed en Educatie 2007
- Het object centraal? De toekomst van restauratie, Cr. Interdisciplinair tijdschrift voor conservering en restauratie 8, 2007
- Collectieontwikkeling of geld verdienen? De dilemma’s van het afstoten van museumvoorwerpen, Kunstlicht. Tijdschrift voor beeldende kunst, beeldcultuur en architectuur van de oudheid tot heden 29, 2008
- Pantheon, museum of historisch huis? Drie inrichtingsmodellen voor het Muiderslot, in: Muiderslot. Authenticiteit en verbeelding. Jaarboek Cuypersgenootschap 2008
- Uiteindelijk gaat het toch om de schoolplaten … of niet?, Lessen (Periodiek van het Nationaal Onderwijsmuseum en de Vereniging van Vrienden) 3, 2008
- Léontine Meijer & Peter van Mensch: Teaching theory, practice and ethics of collecting at the Reinwardt Academie, Collectingnet (4) 2008
- Nancy van Asseldonk, Peter van Mensch en Harry van Vliet (red.), Cultuur in context. Erfgoeddata in nieuwe samenhang (Reinwardt Academie, Amsterdam 2009).
- Museology, museography. Voordracht congres International Committee for Museology, Luik, 2009.
- De-institutionalising musealisation : lieu de mémoire versus musealium, in: Muzealizace v soudobé společnosti a posláni muzeologie/Musealization in contemporary society and role of museology (Czech Association of Museums and Galleries, Prague 2008)
- Stagiaire bij museumschietpartij, Museumvisie 33, 2009
- Eric Ketelaar, Frank Huysmans & Peter van Mensch, The Netherlands: Archives, Libraries, and Museums, in : Encyclopedia of Library and Information Sciences (Taylor & Francis, New York 2009)
- De tijgers van Zoetermeer, in: André Koch & Jouetta van der Ploeg red., 4289 Wisselwerking. De Wonderkamer van Zoetermeer. Verslag van een geslaagd museaal experiment (Stadsmuseum Zoetermeer, Zoetermeer 2009)
- Développer la collection ou gagner de l’argent? Les dilemmes de l’aliénation, in: François Mairesse red., L’alienation des collections de musée en question (Mariemont 2009)